# Nezamysliidae
De Nezamysliidae zijn een familie van uitgestorven kreeftachtigen uit de klasse van de Ostracoda (mosselkreeftjes).

## Geslachten
- Nezamyslia Pribyl, 1955 †
- Obotritia Adamczak, 1968 †